# Vía verde del Tren de los 40 días
La Vía verde del Tren de los 40 días es una vía verde de la Comunidad de Madrid (España) que parte de la vía verde del Tajuña a su paso por el término municipal de Carabaña y finaliza en Estremera. Tiene una longitud de 14 kilómetros. Sigue parte del trazado del antiguo tren de los cuarenta días, también conocida como vía Negrín, que fue construida en 1938 entre Torrejón de Ardoz y Tarancón en tan sólo cuarenta días para abastecer a un Madrid asediado por las tropas de franquistas durante la guerra civil española.

## Historia
Durante la Guerra civil española, Madrid quedó aislado por el asedio de las tropas del bando sublevado. La necesidad de comunicar con la zona de la costa mediterránea, donde estaba el gobierno republicano, hizo necesaria la construcción de una vía de ferrocarril que comunicara ambas zonas y que no estuviera en manos del bando asediador.
El trazado se construyó utilizando material ferroviario procedente de estaciones no operativas, como la de Las Matas. Para su trazado hubo que construir una decena de túneles, que llegaron a medir, en algún caso, hasta 150 metros de longitud. Además se elevaron tres puentes, un número considerable de apeaderos y tres estaciones. Algunas de los edificios de este trazado se conservan  en estado aceptable.
El proyecto,  ideado desde el Ministerio de Comunicaciones de la República, del que era responsable el arquitecto Bernardo Giner de los Ríos, y recayó la jefatura de obras en manos de los ingenieros de caminos Emilio Kowalski y Andrés Arrillaga de la Vega.
En un primer momento se utilizó una pequeña línea ferroviaria de 60 centímetros de anchura, que era propiedad de una empresa azucarera de Torrejón de Ardoz, utilizándose la estación de este tren de vía estrecha como inicio del trazado de la línea Madrid-Tarancón, donde enlazaría con la línea ya existente.
La nueva vía la conectaba con: Mejorada del Campo, Loeches, Pozuelo del Rey, Nuevo Baztán, Villar del Olmo, Orusco, Estremera, Belinchón y Tarancón.
El ferrocarril fue conocido como Vía de Negrín, ya que fue el jefe del Gobierno republicano quien impulsó la construcción del trazado.  Los trabajadores que se dedicaron a esta construcción ferroviaria eran, desde voluntarios y efectivos del Batallón de Fortificaciones del Ejército Popular de la República, a presos, de los cuales un número considerable eran facciosos.
El trazado abarcaba 140 kilómetros de longitud, entre Torrejón de Ardoz y Villacañas, y aunque se supone que sólo se emplearon en ello 40 días, de donde viene su nombre (aunque también es conocida como Vía Negrín), al final fueron necesarios 100 para que la vía fuera efectiva.
El trazado se vio interrumpido tras la guerra, momento en el que travesaños y raíles fueron desmontados y devueltos a la compañía privada MZA, propietaria de las líneas, a la que se pagó un canon. Tan solo quedó operativo el tramo inicial, Torrejón-Mejorada, como parte del acceso a una planta azucarera en La Poveda.

## Trazado
Actualmente la vía verde tiene un trazado de unos 14 km, entre Carabaña y Estremera,  al sudeste de la Comunidad de Madrid.
El acceso a la vía verde se hace desde Carabaña, pero sin entrar en el pueblo, ya que hay que girar a la derecha por la M-221, dirección Estremera y Valdaracete, para, más tarde, seguir 200 metros hasta cruzar por un puente sobre el Tajuña, girando enseguida a la izquierda, lugar en el que se inicia la Vía Verde del Ferrocarril de los 40 días.
Esta vía verde está trazada en paralelo a otra vía verde, la Vía Verde del Tajuña, que discurre paralela al río. Aunque la vía verde del ferrocarril continuará hacia el sudeste paralela a la carretera, alejándose del trazado del río.
El trazado actual ha sido recuperado por la Fundación de los Ferrocarriles Españoles, dentro de su programa Vías Verdes. Consiste en un trazado habilitado con cinta asfáltica, debidamente señalizado y con áreas de descanso a lo largo del recorrido.
Al inicio de la ruta, la misma plataforma sirve para ambas vías verdes, la del Tajuña, y la del tren; pero en unos 300 metros se produce el desdoblamiento del asfalto rojo (identificador  del firme de la Vía Verde). El carril izquierdo, es el que corresponde a Vía Verde del Tajuña, sigue su camino por la vega del Tajuña, hasta Ambite; el carril derecho, el de la Vía Verde del Tren, inicia una rampa que gira bruscamente (a la derecha)  antes de llegar a la cima y enlaza con el trazado original del ferrocarril de los 40 Días.
El trazado del tren es irregular, y trata de adaptarse al terreno por el que discurre, por lo que fue necesario excavar una serie de trincheras, seccionando los cerros de margas, calizas, arcillas o yesos, dejando al descubierto  el variado colorido de estas rocas.
La vía transcurre un buen rato paralela a la carretera M-221, aunque a unos 4 km y medio se aleja de ella, descendiendo por la Vega del Carrizales. A los siete km pasamos por debajo de la M-221, dando un giro de 180 grados. Al llegar al km 8'2, nos encontramos un área de descanso, en el punto en el que se produce la confluencia de la carretera a Valderacete, la Vía Verde y la Cañada Real Soriana Oriental, vía pecuaria trashumante.
A continuación avanzaremos hasta dejar la vega del Tajuña y entrar en la Vega del Tajo. Al llegar al km 12, la vía verde vuelve a encontrarse con la carretera  M-221, y entramos en un tramo de la traza original del ferrocarril que no está recuperado todavía, que cruza el asfalto y se convierte en un camino rural. Por su parte, el trazado de la Vía Verde continúa descendiendo junto a la carretera, hasta llegar al km 14, momento en que esta ruta concluye al llegar a Estremera, ya muy cerca de la Comunidad de Castilla-La Mancha.